# Eley Sephora Baelenge
Eley Sephora Baelenge (née le 3 mai 1993) est une athlète congolaise spécialisée en taekwondo. Elle a représenté la République démocratique du Congo dans plusieurs compétitions internationales, notamment aux Jeux olympiques de la jeunesse de 2010 à Singapour et aux Championnats d’Afrique de taekwondo.

## Biographie
Eley Sephora Baelenge est née le 3 mai 1993 en République démocratique du Congo. Elle commence la pratique du taekwondo dès son jeune âge et s’impose progressivement dans les compétitions nationales, ce qui lui permet d'intégrer l'équipe nationale congolaise.

## Carrière sportive

### Jeux olympiques de la jeunesse 2010
En août 2010, Baelenge participe aux premiers Jeux olympiques de la jeunesse organisés à Singapour, dans la catégorie féminine des moins de 63 kg. Elle est éliminée en quart de finale par la Française Samantha Silvestri sur un score de 15 à 1. Elle termine à la 5e place ex æquo de la compétition.

### Championnats d’Afrique 2012
En novembre 2012, elle participe aux Championnats d’Afrique de taekwondo à Antananarivo (Madagascar), où elle remporte la médaille de bronze dans la catégorie des moins de 57 kg.

### Championnat d’Afrique centrale 2013
En mai 2013, elle prend part au 4e Championnat d’Afrique centrale de taekwondo tenu à Kinshasa. Elle décroche la médaille d’argent dans sa catégorie, contribuant ainsi aux 25 médailles remportées par la RDC, qui finit en tête du classement général.

## Palmarès
| Année | Compétition                                 | Lieu         | Catégorie | Résultat           |
| ----- | ------------------------------------------- | ------------ | --------- | ------------------ |
| 2010  | Jeux olympiques de la jeunesse de 2010      | Singapour    | -63 kg    | 5e place ex æquo   |
| 2012  | Championnats d’Afrique de taekwondo         | Antananarivo | -57 kg    | Médaille de bronze |
| 2013  | Championnat d’Afrique centrale de taekwondo | Kinshasa     | -57 kg    | Médaille d’argent  |